# Reumás láz
A reumás láz a szívet, az ízületeket, a bőrt és a központi idegrendszert érintő gyulladásos autoimmun betegség, mely az A csoportú streptococcus-fertőzést követően léphet fel, leggyakrabban kezeletlen streptococcusos garatgyulladás után alakul ki. Fő tünetei a láz, a több ízületben jelentkező fájdalom, akaratlan izommozgások (pl. vitustánc) és a bőrön megjelenő körkörös rajzolatú vöröses foltok (erythema marginatum). A szív az esetek felében érintett, leginkább szívbelhártya-gyulladás formájában (endocarditis), ami a szívbillentyűk maradandó károsodásához vezethet. A betegség az esetek döntő többségében kezeletlen A csoportú streptococcus-fertőzést követően, annak szövődményeként jön létre. A szöveteket nem maga a baktérium károsítja, hanem az ellene kialakuló immunválasz, mely keresztreagál a szervezet egyes saját struktúráival. A streptococcus-fertőzések idejében történő antibiotikus kezelésével (pl. penicillin) jelentősen csökken a reumás láz kialakulásának valószínűsége. A reumás láz jelentkezése esetén is alapvető jelentőségű a még fennálló bakteriális fertőzés antibiotikus kezelése. A hosszú távú szövődményként kialakuló szívbillentyűhibák sebészi kezelést tehetnek szükségessé. A betegség elsősorban a fejlődő országokban gyakori, évente kb. 325 000 akut megbetegedés fordul elő, többnyire 5 és 14 év közötti gyerekekben. 2013-ban világviszonylatban 270 000 halálesetért volt felelős.

## Kialakulása

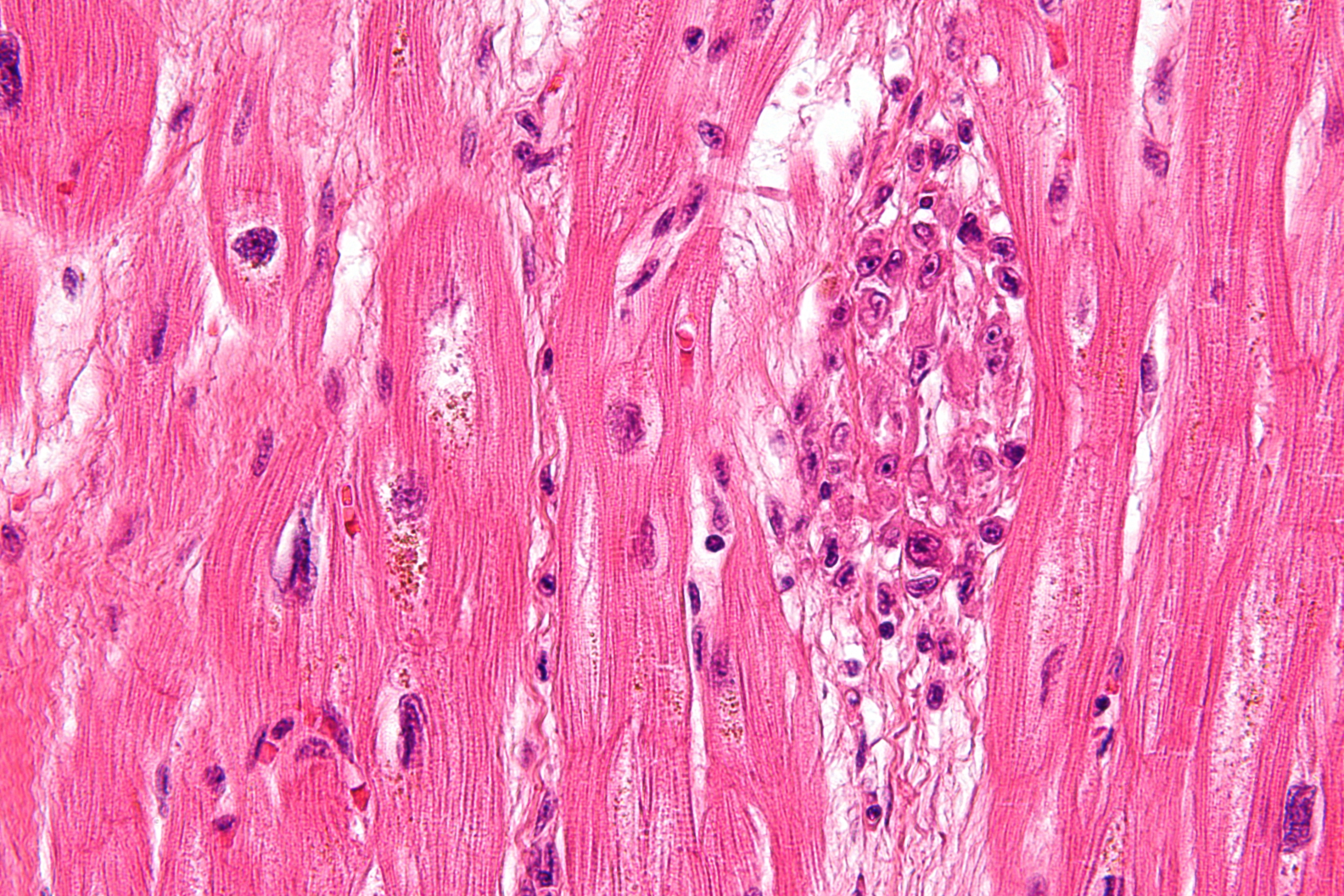
Aschoff-csomó reumás szívbetegségben

A reumás lázat autoimmun kórképnek tartják, melynek lényege, hogy az A csoportú streptococcus (GAS) ellen kialakult immunválasz során olyan sejtek is aktiválódnak, amik a szervezet saját struktúráit ismerik fel és azok ellen is immunválaszt idéznek elő. A folyamat hátterében az ún. molekuláris mimikri áll, ami azt jelenti, hogy a baktérium egyes antigénjeinek bizonyos részei nagyfokú szerkezeti hasonlóságot mutatnak a szervezetben is megtalálható fehérjékkel, és az adaptív immunrendszer nem képes őket hatékonyan megkülönböztetni. A Streptococcus pyogenes számos olyan antigénnel rendelkezik, melyek autoimmunitást válthatnak ki, az egyik ezek közül az N-acetil-β-D-glükózamin (GlcNAc), az ez ellen termelődött antitestek a szívizomban található miozinhoz is hozzákötődnek. Ugyancsak fontosak a baktérium ún. M-fehérjéi, melyek a szív miozin alfa-helikális epitópjaival adnak keresztreakciót, az M-fehérjét felismerő T-sejtek feldúsulnak a szívben és miozint felismerve kóros, támadó immunválaszt váltanak ki, gyulladásos citokineket termelnek. A citokinek és az antitestek más gyulladásos sejteket (pl. neutrofilek, makrofágok) is odavonzanak, a szívben limfocitákból, makrofágokból és kollagénből álló ún. Aschoff-csomók jönnek létre.

A központi idegrendszeri tünetekért is a molekuláris mimikri felelős, a kórokozó ellen termelődött antitestek hozzákötődnek az idegsejtek gangliozidjaihoz, a dopamin-receptorhoz és a sejten belüli tubulin fehérjéhez is, és kóros jelátviteli változásokat okoznak a sejtekben, aktiválják például a kalcium/kalmodulin-dependens protein kináz II-t is. Mindez a sejtek működésében zavart idéz elő, ami klinikailag akaratlan túlmozgásokban nyilvánul meg.

Nem mindenkiben alakul ki reumás láz a kezeletlen streptococcus fertőzés után. A betegség valószínűségét genetikai tényezők is befolyásolják, melyek közül a legszorosabb összefüggést eddig az antigén-bemutatásban fontos MHC II molekulák bizonyos típusait kódoló HLA génekkel találták, nevezetesen a HLA-DR7 alléllal.

## Diagnózis
A reumás láz több szervrendszert érintő tünetekkel járhat. A diagnózis alapvetően az ún. Jones-féle kritériumokon alapul, melyet T. Duckett Jones határozott meg 1944-ben, majd azóta számtalanszor módosítottak, legutóbb az Amerikai Szív Egyesület (angolul: American Heart Association, AHA) 2015-ben. Ebben alapvető jelentőséget kap a streptococcus fertőzés igazolása, melyet rendszerint laboratóriumi módszerekkel mutatnak ki. Ezek közé tartozik a baktérium tenyésztése és azonosítása garatleoltásból, vagy az ellene termelt antitestek ELISA alapú meghatározása. Ilyen antitest pl. az anti-streptolizin O (ASO vagy AST), mely a streptoccus baktérium streptolizin O nevezetű hemolitikus toxinja elleni antitest, vagy az anti-DNáz (DNS-t bontó bakteriális enzim). Reumás lázhoz hasonló tüneteket más betegségek is okozhatnak, és a reumás láz diagnózisa erősen kérdéses, amennyiben nem sikerül igazolni a bakteriális fertőzést. Ez alól kivételt jelent a kórea és a lassan súlyosbodó, indolens szívgyulladás, melyek önmagukban is valószínűvé teszik a betegséget.
| A reumás láz AHA által 2015-ben módosított Jones-kritériumai:                                                                        | A reumás láz AHA által 2015-ben módosított Jones-kritériumai:                                                                              |
| Minden betegnél, akiben igazolhatóan korábbi GAS fertőzés zajlott le                                                                 | Minden betegnél, akiben igazolhatóan korábbi GAS fertőzés zajlott le                                                                       |
| --- | --- |
| Újonnan jelentkező akut reumás láz (ARF, acute rheumatic fever) esetén                                                               | - 2 major kritérium teljesül - 1 major és 2 minor kritérium teljesül                                                                       |
| Visszatérő akut reumás láz esetén | - 2 major kritérium teljesül - 1 major és 2 minor kritérium teljesül - 3 minor kritérium teljesül                                          |
| Major kritériumok | |
| Kis rizikójú populációban * | Közepes-nagy rizikójú populációban |
| Klinikai vagy szubklinikai szívgyulladás (carditis)                                                                                  | Klinikai vagy szubklinikai szívgyulladás (carditis)                                                                                        |
| Ízületi gyulladás (arthritis): - Több ízületet érintő polyarthritis                                                                  | Ízületi gyulladás (arthritis): - Egy vagy több ízületet érintő gyulladás (mono- vagy polyarthritis) - Sokízületi fájdalom (polyarthralgia) |
| Kórea (chorea), pl. vitustánc | Kórea pl. vitustánc |
| Erythema marginatum | Erythema marginatum |
| Szubkután reumás csomók a bőrben | Szubkután reumás csomók a bőrben |
| Minor kritériumok | |
| Kis rizikójú populációban * | Közepes-nagy rizikójú populációban |
| Sokízületi fájdalom (polyarthralgia)                                                                                                 | Egy ízületben jelentkező fájdalom (monoarthralgia)                                                                                         |
| Láz ≥ 38,5 °C | Láz ≥ 38 °C |
| Vörösvérsejt süllyedés ≥ 60 mm az első órában és/vagy CRP ≥ 3 mg/dL                                                                  | Vörösvérsejt süllyedés ≥ 30 mm/óra és/vagy CRP ≥ 3 mg/dL                                                                                   |
| Megnyúlt PR távolság (kivéve, ha a szívgyulladás, mint major kritérium teljesül)                                                     | Megnyúlt PR távolság (kivéve, ha a szívgyulladás, mint major kritérium teljesül)                                                           |
| * Kis rizikójú populáció, ha a reumás láz éves incidenciája ≤ 2/100.000 fő az iskoláskorúakban és ≤ 1/100.000 a felnőtt népességben. | |

A kritériumokban említett szervi érintettségek közül a leggyakoribb a szívgyulladás, mely a betegek 50-70 százalékában jelen van, ezt követi az ízületi gyulladás (35-65%) és a kórea (10-30%), illetve a bőrben található reumás csomók (0-10%) és az erythema marginatum (<6%), melyek bár ritkábbak, de a reumás lázra nagy fokban specifikus tünetek. A szívgyulladást, mely érintheti a szív valamennyi rétegét, régebben a fizikális vizsgálat során hallott szívzörejek segítségével észlelték, mivel a betegség elsősorban a billentyűket érintette. A szív ultrahangvizsgálat (echokardiográfia) elterjedésével és technikai fejlődésével utóbbi szerepe lényegesen felértékelődött a reumás szívgyulladás kimutatásában. Ez alapján szubklinikai karditiszről beszélnek, ha hallgatózással és más fizikai vizsgálattal nem találnak billentyűérintettségre utaló eltérést, de echokardiográfival az mégis igazolható.

## Kezelés
A leghatékonyabb a megelőzés, az akut reumás láz jelentkezése esetén a kezelések célja a gyulladás mérséklése, a betegséggel társuló tünetek enyhítése. Gyulladáscsökkentőként leggyakrabban szteroidokat (pl. prednizolon, dexametazon) vagy NSAID-okat alkalmaznak (pl. acetilszalicilsav), melyek azonban csak tüneti kezelésnek számítanak (csökkentik pl. az ízületi fájdalmakat), a szívbillentyűk hosszú távú károsodását azonban nem képesek megelőzni. A betegségre jellemző vitustáncra is jótékonyan hatnak a szteroidok, de a túlmozgások csökkentésére alkalmazhatnak benzodiazepineket, vagy intravénás immunglobulin (IVIG) kezelést is, utóbbi semlegesíti a betegben keringő anti-neurális antitesteket. A vérben keringő kóros ellenanyagok eltávolításának másik lehetősége a plazmaferezis, mely ugyancsak mérsékelheti a kóreát. Ha a betegben a reumás láz jelentkezésekor is még mindig jelen van az A csoportú streptococcus, úgy egyidejűleg a fertőzést antibiotikummal is kezelik.

Az akut reumás lázban szenvedők 30 százalékában alakul ki később súlyos szívbillentyűhiba, ami leginkább, az esetek 50 százalékában, a mitrális billentyűt érinti, annak csökkent záródását vagy szűkületét (mitralis stenosis) okozza. A reumás láz okozta mitrális billentyű hibák sebészi kezelést tehetnek szükségessé, és a beavatkozást nehezíti, hogy a betegség egyaránt érinti a valvuláris és szubvalvuláris struktúrákat, így a szívbillentyűket, a szívbillentyűhúrokat, és a papilláris izmokat, ezek mindegyike megvastagodhat, összenőhet és elmeszesedhet. A súlyos meszesedéssel nem járó esetekben perkután ballonos billentyűplasztikát (angolul: percutaneous balloon mitral valvuloplasty) végezhetnek, a súlyosabb esetekben azonban teljes billentyűcsere szükséges.

## Epidemiológia
| nincs adat <20 20-40 40-60 60-80 80-100 100-120 | 120-140 140-160 160-180 180-200 200-330 >330 |

A reumás szívbetegségben szenvedők rokkantságra-vonatkoztatott életévei 100,000 lakosra 2004-ben.
nincs adat
<20
20-40
40-60
60-80
80-100
100-120
120-140
140-160
160-180
180-200
200-330
>330

A reumás láz korábban világszerte gyakori betegségnek számított, a 20. század második felében azonban a fejlett nyugati világban mind ritkábbá vált, amiben a higiéniás viszonyok javulása mellett az antibiotikumok kifejlesztésének és elterjedésének volt meghatározó szerepe. A fejlődő országokban azonban az akut reumás láz éves előfordulása továbbra is jelentős, akárcsak az annak szövődményeként kialakuló reumás szívbetegség (RHD) prevalenciája. A fejlett országokon belül is jelentős aránytalanságok figyelhetők meg, Ausztráliában például a fejlett részeken Európához és Észak-Amerikához hasonlóan alacsony az incidenciája, azonban az ausztrál őslakosok körében kifejezetten gyakori, náluk az 5-14 éves korcsoportban 150-380/100.000 az éves előfordulása. Egy Olaszországban készült vizsgálatban a 2000 és 2009 közötti átlagos éves előfordulást 4,1:100.000 főnek találták.
A betegség a streptococcus fertőzésekkel áll kapcsolatban, korábban a baktérium okozta kezeletlen garatgyulladások 3 százalékát követte reumás láz, mely azonban az idejében kezdett antiobiotikus kezeléssel megelőzhető. Noha a fejlődő világban még mindig nem számít ritkának, az akut megbetegedés összesített világraszóló halálozása csökkenő tendenciát mutat, 1990-ben 463 000, 2010-ben 345 000, míg 2013-ban 270 000 halálesetet okozott.